# 17 Hippies
17 Hippies est un groupe allemand de musiques du monde, originaire de Berlin. Il est composé de 10 musiciens qui jouent principalement sur des instruments acoustiques en mélangeant les influences de rock et pop anglo-américaine avec les traditions musicales d'Europe de l'Est. Leur succès international est dû  à leur style et à leur façon de se présenter sur scène. Le groupe donne régulièrement des concerts en Allemagne, en France, en Suisse, en Espagne, en Angleterre et aux États-Unis.

## Histoire

### Débuts (1995–2003)
Le groupe est formé en 1995 à Berlin par Christopher Blenkinsop, Carsten Wegener, Lutz « Lüül » Ulbrich, Kristin « Kiki » Sauer et Reinhard « Koma » Lüderitz. Le nom 17 Hippies est employé pour la première fois en automne 1995. Jusqu'à la fin de l'année 1996 rejoignent le groupe : Antje Henkel, Elmar Gutmann et Ulrike « Rike » Lau. Les 17 Hippies ont commencé à faire des répétitions en public en donnant à ces concerts spéciaux le titre Hippie Haus Tanz. En 1997 Henry Notroff et Dirk Trageser rejoignent le groupe. Sur leur premier album Rock'n'Roll 13 de divers enregistrements live sont publiés (en France ce CD est publié sur le label parisien Buda Musique sous le titre Berlin Style).
En 1998, le groupe est invité au SXSW à Austin, Texas, aux États-Unis. Ils organisent eux-mêmes une tournée au Texas et en Louisiane et tissent des premiers contacts avec des  musiciens en dehors de l'Allemagne. Des concerts à Paris lors de la Fête de la musique suivent. Le tromboniste Uwe Langer rejoint le groupe. En 1999, ils publient leur deuxième CD Wer ist das? qui sort comme le premier sur le label propre au groupe, Hipster Records. À partir de 1999 Volker « Kruisko » Rettmann joue avec le groupe.
En 2001, ils composent la bande-son et apparaissent dans le film Halbe Treppe réalisé par Andreas Dresen (sorti en France sous le titre Grill Point). De nouvelles tournées les emmènent à Budapest, Prague et Vienne et aussi plusieurs fois en France. Sur le CD Sirba (une compilation spécialement conçu pour la France du CD Wer ist das? et de la bande-son du film Halbe Treppe) la chanson Marlène chantée en français est diffusée pendant des mois en playlist sur France Inter, ce qui fait connaître le groupe à un plus grand public en France. Kerstin Kaernbach devient membre du groupe.

### Tournées et albums (2004–2019)
En 2004, ils publient leur premier album enregistré au studio Ifni. Ils donnent des concerts aussi en Suisse, dans des pays du Benelux, en Hongrie et en Tchéquie. Daniel Friedrichs rejoint le groupe. En 2006, ils étendent leurs activités sur l'Espagne et le Japon. Le premier CD et DVD Live in Berlin sort en France en 2006. Sous-titré aussi en français les images du DVD célèbrent de très belle manière les dix ans du groupe. Dans la même année ils composent la musique pour la pièce de théâtre Casimir et Caroline de Ödön von Horváth, réalisé de nouveau par Andreas Dresen au Deutsches Theater à Berlin.
En février 2007 paraît l'album Heimlich. Il sort aussi aux États-Unis et au Canada, où le groupe commence à tourner régulièrement. En décembre 2007, ils jouent à l'Olympia à Paris. En 2008 suivent des prestations en Grèce et en Algérie (invitation de l'Institut Goethe à Alger et du Centre culturel français à Tlemcen et à Oran). Pour les 60 ans d'Israël trois concerts avec le groupe Boom Pam de Tel Aviv ont lieu à Berlin, Cottbus et dans la ville de Brandebourg. Lors d'une tournée à travers l'Espagne et la France, ils jouent le 13 juillet 2008, veille de la fête nationale, à Paris lors d'un concert sur la Place de la Bastille.
Début 2009 sort leur neuvième album El Dorado que le groupe présente lors de 2 concerts au Café de la Danse à Paris. Depuis cette année joue le bassiste berlinois Daniel Cordes avec eux. Les tournées en 2009 les emmènent de nouveau deux fois aux États-Unis et au Canada. Pour la deuxième fois ils partent en Chine, cette fois à Shenyang. Ils présentent leur nouvel album dans 15 pays et donnent plus de 120 concerts. Le WOMAD en Angleterre les invite à jouer sur la grande scène - ainsi que le journaliste Charlie Gillett de la BBC leur demande de venir jouer en live sur sa scène au WOMAD pour son émission de radio Sounds of the World. Pour la première fois ils partent pour des concerts en Israël et en Jordanie. En octobre 2009, ils suivent l'invitation du Théâtre de la Ville à Paris pour y donner un concert complet.
En 2011, ils sortent l'album Phantom Songs. Début 2016, à l'occasion de leur 20e anniversaire, ils publient le best-of Anatomy, avec des titres en partie retravaillés et en même temps Metamorphosis, une collection de collaborations musicales avec des amis musiciens. Les deux albums sortent ensemble en double CD. Ils font une tournée en Allemagne et en Espagne, entre autres. En novembre 2018, ils sortent l'album Le Temps des cerises, en référence à la chanson. Le Temps des cerises de l'époque de la commune de Paris. avec lequel ils tournent en Allemagne et en France jusqu'à fin 2019. En juillet 2019, Knut Hagedorn succède à Roland. Romain Vincente en tant que batteur. Le 30 décembre 2019, Elmar Gutmann fait ses adieux à la scène après le dernier concert de l'année au Kesselhaus de Berlin.

### Dernières activités (depuis 2020)
Comme il n'était pas possible d'organiser des concerts en temps de pandémie de Covid-19, ils construisent leur propre studio d'enregistrement en 2020 et travaillent sur un album anniversaire pour les 25 ans du groupe, intitulé 9000 Nächte. Lorsque la tournée prévue pour le printemps 2021 est annulée, ils étendent le travail sur l'album et développent une application mobile interactive spéciale pour l'album. En décembre 2021, après la plus longue pause de leur histoire, tout en respectant les règles épidémiques, ils ont donné un concert le 28 décembre 2021 à Rietberg, ainsi que le 29 décembre à Berlin. La tournée, reportée au printemps 2022, est annulée une nouvelle fois.
En 2022, le groupe enregistre de nombreuses reprises playalong de son répertoire en complément de ses realbooks (recueils de partitions), travaille sur des bandes-son et donne quelques concerts d'été avec Paul Brody et Benjamin Ostarek (clarinette).

## Projets et collaborations

### Sexy Ambient Hippies
Depuis 1997, des concerts ont lieu irrégulièrement chaque année, Sexy Ambient Hippies où DJ, grooves, batteries et sons électroniques se rajoutent au répertoire des 17 Hippies. Le concert du 31 août 2002 dans la Haus der Kulturen der Welt à Berlin est enregistré et publié sur CD en 2003 sous le titre Sexy Ambient Hippies.

### Hardcore Trobadors
Avec le groupe Les Hurlements d'Léo de Bordeaux, en France, ils enregistrent à Berlin six titres en été 2003. Les enregistrements sont sortis sur le maxi-single Hardcore Trobadors en France chez Wagram Musique. Des tournées à Moscou et en France en 2003 complètent cette collaboration.

### 17 Hippies play Guitar
Le concert du 19 décembre 2004 dans le cadre d'une prestation sur Funkhaus Europa de la radio WDR avec Marc Ribot et Jakob Ilja est enregistré et publié en mars 2007 sur le CD 17 Hippies Play Guitar (feat. Marc Ribot and Jakob Ilja).

### 17 Hippies and the Beat
En septembre 2008, ils invitent le percussionniste Johnny Kalsi de la Dhol Foundation à Londres de jouer avec eux. Un premier concert a lieu le 12 septembre à Dortmund, en Allemagne. Le concert est diffusé en direct par la radio Funkhaus Europa.

## Style musical
Leur style musical se compose de chansons interprétées en allemand, français et anglais ainsi que de morceaux instrumentaux. Leur style du genre musiques du monde est un mélange de sons balkaniques, plus présents depuis la chute du mur de Berlin, et de traditions musicales de l'Europe de l'Est, qui s’ajoutent aux arrangements pop rock anglo-américains qui ont marqué les années 1980 à Berlin. En France, on appelle leur façon de jouer le Berlin Style,.

## Discographie

### Recueils de partitions
- 1999 : 17 Hippies für Kinder (Tyfoo Musikverlag, Berlin)
- 2001 : Realbook, tome 1 (Tyfoo Musikverlag, Berlin)
- 2001 : Realbook, tome 2 (Tyfoo Musikverlag, Berlin)
- Realbook, tome 3  (Tyfoo Musikverlag, Berlin)

### Bandes-son
- 2001 : Miststück (court métrage de Randa Chaoud)
- 2001 : Planet Music (documentaire Arte de Kathrin Kramer sur les 17 Hippies)
- 2002 : Boran (film de Alexander Berner)
- 2002 : Halbe Treppe (film de Andreas Dresen)
- 2003 : Tigeraugen sehen besser : (ZDF) (film de télévision de Thomas Nennstiel) (avec Christoph Waltz, Anica Dobra)
- 2004 : 17 Hippies – Live in Berlin : 3-SAT (film d'un concert à Mainz)
- 2005 : Irrlichter (pièce de théâtre avec le Circus Cabuwazi de Kreuzberg)
- 2006 : Kasimir und Karoline (Deutsches Theater à Berlin) Régie : Andreas Dresen)
- 2008 : 17 Hippies & ein Zirkus (TV documentaire réalisé par Ania Bothe)
- 2009 : Whisky mit Wodka (film réalisé par Andreas Dresen)